# Coniină

Coniina, cu formula chimică C8H17N, este primul alcaloid care a fost sintetizat.
Prima sinteză a coniinei a fost făcută de Landenburg în 1886. Acesta a încălzit iodură de metil-piridină la 300°C pentru a obține 2-metil piridina. La tratare cu acetaldehidă cu o bază Lewis, 2-propenil-piridina a fost obținută și apoi redusă la (±)-coniină prin reducere cu sodiu în alcool. Separarea enantiomerilor s-a făcut prin cristalizarea fracționată a disastereoizomerilor sării obținute cu acidul (+)-tartric.

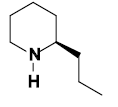
Din punct de vedere chimic coniina este un derivat de propil-piperidină, acțiunea sa toxică exercitându-se asupra mușchilor.

O altă sinteză a fost făcută în 1932 de Bergmann și colaboratorii. Ca materie primă a folosit 2-metil-piridină și a fost convertită la compusul corespunzător alchil-litiu folosind litiu-fenil. Substituția nucleofilă folosind brom-etan urmată de reducere cu sodiu în etanol la fel ca la sinteza Landenburg.
Se mai poate sintetiza pornind de la α – Picolină, iar prin hidrogenare blândă cu acetat de argint se transformă în conirină. Prin oxidarea acesteia din urmă se obține acidul α – picolinic.
Coniina se găsește în cucută (Conium maculatum L.) și este un compus care face ca planta să fie otrăvitoare; cunoscutul Socrate murind otrăvit cu extract de cucută.